# Liste des saints du Xe siècle

Cette liste concerne les saints et les bienheureux, reconnus comme tels par l'Église catholique, ayant vécu au Xe siècle.

## Années 970

### Année 978
| No. | Image      | Nom                  | Dates   | Informations   |
| --- | ---------- | -------------------- | ------- | -------------- |
| 1   | sans cadre | Saint Pietro Orseolo | 928-978 | Doge de Venise |

## Années 990

### Année 997
| No. | Image      | Nom                      | Dates   | Informations                         |
| --- | ---------- | ------------------------ | ------- | ------------------------------------ |
| 1   | sans cadre | Saint Adalbert de Prague | 956-997 | moine bénédictin et évêque de Prague |